# Ben Barbaud
Pour les articles homonymes, voir Barbaud.
Benjamin Barbaud, plus connu sous le nom de Ben Barbaud, est un entrepreneur français né à Nantes, le 19 décembre 1981. Il est le créateur du Furyfest et du Hellfest.

## Biographie

### Enfance
Ben Barbaud, natif de Nantes, vit à Clisson avec son père professeur des écoles, sa mère médecin et trois frères et sœur. Ses premiers contacts avec la musique hard-rock sont à Noël 1992, à l'âge de 11 ans, lorsque son oncle lui offre l'album Live d'AC/DC. Il s'intéresse alors à l'univers punk hardcore et le do it yourself, alors adepte du système D. Il baigne son adolescence dans un milieu de musiciens, alors qu'il ne sait pas jouer d'un instrument. Il décide alors de participer en organisant des concerts et événements, d'autant qu'il y a un potentiel dans la région de Clisson, où la scène musicale hardcore n'est pas présente,.
Il fait des études pour un BTSA action commerciale boisson, vins et spiritueux, qu'il termine en 2003, mais n'exerce pas dans cette activité, déjà investi dans la scène musicale avant la fin de ses études, notamment dans l'organisation du Furyfest,,.

### Organisation des premiers concerts
En février 2000, Barbaud organise son premier concert, de Good Clean Fun dans un bar de Nantes, vendant entre « 70 ou 80 billets ». Fort de cette première expérience, il organise plusieurs autres concerts au cours de l'année, attirant quelques centaines de curieux. Le 29 novembre 2000, il fonde le C.L.S Crew, une association dans le but de « promouvoir les jeunes groupes de musique de la région clissonaise », inspiré du KDS Crew, une association similaire populaire à Rennes dans les années 1990. L'association a pour objectif de réunir les personnes de bonne volonté sur la ville de Clisson pour apporter un soutien logistique aux groupes locaux,.
Le C.L.S Crew organise alors des concerts au début des années 2000 dans des bars de la région, en partenariat avec une agence de concerts allemande qui leur propose plusieurs artistes. En mai 2002, cette agence propose une opportunité à Ben Barbaud pour faire un plateau d'artistes avec Agnostic Front, Strife et Skarhead, des groupes américains reconnus dans le domaine hardcore. Barbaud réserve alors la salle polyvalente de Clisson le 26 juin 2002 pour organiser ce qui sera la première édition du Hardcore Furyfest, festival de musiques extrêmes.

### Furyfest
Organisé officiellement sous la bannière du C.L.S Crew et du label Age of Venus, la majeure partie de la première édition est organisée par Ben Barbaud, avec l'aide de nombreux bénévoles « à l'arrache ». Il n'y alors aucun secouriste, régisseur, technicien qualifié. Cette édition se présente alors sous la dénomination Nantes Hardcore Fury Fest, auquel 400 personnes vont assister. Content de ce succès, Ben Barbaud est déterminé à renouveler l'expérience et ne plus se cantonner à l'organisation de concerts en bar.
En 2003, Barbaud souhaite passer au niveau supérieur et organiser un festival sur deux jours. Il réserve le complexe du Val de Moine, mais à la suite d'une erreur de planning, avec l'aide de Jean-Michel Busson (adjoint de la ville de Clisson), il réserve la Halle de la Trocardière, à Rezé, pouvant accueillir entre 4 000 et 5 000 personnes. Ce changement d'échelle est un succès musical, avec 7 000 personnes sur deux jours et un bénéfice de 30 000 €. Cependant, cette édition a été compliquée dans les coulisses : Ben Barbaud se retrouve presque seul du C.L.S Crew à l'organisation, les autres membres préférant se désister et profiter des concerts en tant que spectateur, en payant leur place. L'organisation est d'autant plus compliquée que Barbaud termine ses études au même moment et passe ses derniers examens à peine quelques jours avant le festival.
Peu après cette édition 2003, Ben Barbaud rencontre Yoann Le Nevé, qui a assisté à la deuxième édition du Furyfest et souhaite apporter son aide à l'organisation. Les deux travaillent alors à temps plein pour organiser une troisième édition en 2004, sur trois jours avec deux scènes au Circuit des 24 Heures du Mans. Grâce à ses quelques années d'expérience, Barbaud a désormais plusieurs contacts d'agents d'artistes. Ils montent une affiche en élargissant le festival à toutes les musiques extrêmes, dont le heavy metal et le hard rock. Cette mutation, déjà entamée lors de l'édition précédente pour attirer plus de spectateurs, agacent certains fans invétérés de la sphère hardcore. L'édition se déroule majoritairement musicalement bien, malgré quelques accrocs, mais affiche un déficit de 60 000 €,. 
Après ce déficit, Barbaud et Nevé décident de léguer les droits du festival à d'autres promoteurs et à se limiter à l'organisation artistique en tant que salarié de la nouvelle entité Fury Events. Cette fois-ci 30 000 entrées sont enregistrées au parc des expositions du Mans, en trois jours, pour assister sur trois scènes aux concerts de plus de 90 groupes dont Slayer, Motörhead et Anthrax, mais les problèmes financiers s'aggravent avec la disparition des promoteurs et des 600 000 € de recette. En plus des salaires non versés dans les derniers mois, Barbaud découvre après coup que les fiches de paie sont des faux, qu'aucunes cotisations patronales n'ont été versés et de nombreux prestataires réclament des factures impayées. Ces déboires signent la fin du Furyfest et Barbaud se retrouve alors au chômage,,,.

### Hellfest
En 2006, accompagné de Yoann Le Nevé,, il fonde le Hellfest à Clisson. En 2014, le Hellfest devient le troisième festival de France en termes de fréquentation.

## Polémiques

### Programmations du Hellfest
En tant que directeur du Hellfest, Ben Barbaud répond régulièrement à des critiques concernant le choix de promouvoir des artistes étant accusés de violences sexistes et sexuelles, d'antisémitisme ou de racisme,,,. Il indique que la stratégie du festival est qu'ils n'ont « pas à juger les gens qui n'ont pas pour l'instant eu de condamnation ».

### Abus de confiance
Pour avoir utilisé plus de 300.000 euros de l'association Hellfest Productions à des fins personnelles, le tribunal de La Roche-sur-Yon condamne Benjamin Barbaud pour abus de confiance, le 19 avril 2023, à 8 mois de prison avec sursis, 20.000 euros d'amende et 5 ans d'interdiction de présidence d'association. Ben Barbaud ayant reconnu les faits et s'étant engagé à rembourser les sommes, il est condamné lors d'une procédure à huis clos lors d'une comparution sur reconnaissance préalable de culpabilité (CRPC), le 19 avril dernier devant le tribunal vendéen. Cette information n'est rendue publique qu'après la fin du Hellfest 2023.

### Renforcement du réseau d’assainissement pour le festival et la brasserie.
En novembre 2024, Ben Barbaud menace la ville de Clisson de ne plus y organiser le Hellfest si des travaux sur le réseau d'assainissement ne sont pas réalisés. Pour faire face à l'afflux de festivaliers 3 jours par an, le Hellfest estime qu'un investissement public de "plusieurs centaines de milliers d’euros" par l'agglomération est nécessaire.